# Батамай (Ленский район)
Батамай (якут. Батамай) — село в Ленском улусе Якутии России. Входит в состав Салдыкельского наслега. Население — 139 чел. (2021) .

## География
Село расположено в юго-западной части Якутии, в пределах Приленского плато, на берегу реки Лена.
Географическое положение
Расстояние до улусного центра — г. Ленск — 36 км, до центра наслега — села Мурья — 13 км..
Климат
Климат характеризуется как резко континентальный, с морозной зимой и относительно жарким летом. Средняя температура воздуха самого тёплого месяца (июля) составляет 22 °C; самого холодного (января) — −55 °C. Основное количество атмосферных осадков (75-80 % от годовой суммы) выпадает в период с апреля по октябрь. Снежный покров держится в течение 200—210 дней в году.

## История
Основан в 1960 году.
Согласно Закону Республики Саха (Якутия) от 30 ноября 2004 года N 173-З N 353-III село вошло в образованное муниципальное образование Салдыкельский наслег.

## Население
| 2002 | 2010 | 2021 |
| ---- | ---- | ---- |
| 190  | →190 | ↘139 |

Национальный состав
Согласно результатам переписи 2002 года, в национальной структуре населения русские составляли 52 %, якуты 44 % от общей численности населения в 190 чел..

## Инфраструктура
Животноводство (мясо-молочное скотоводство, мясное табунное коневодство), овощеводство, картофелеводство. Песчано-гравийное месторождение «Батамай».	
Клуб, начальная общеобразовательная школа — филиал ООШ с. Мурья, учреждения здравоохранения и торговли.
Эксплуатационные скважины на воду.

## Транспорт
Автомобильный и речной транспорт.